# 레위기

레위기(히브리어: וַיִּקְרָא 와이크라, 그리스어: Λευιτικόν)는 토라(모세오경) 및 구약성경의 세 번째 책이다. 레위기라는 이름은 그리스어 성경인 70인역의 제목에서 온 것이며, 모세 율법 가운데 제사와 종교를 관장하는 레위인의 이름이 그 기원이다. 신자들이 지켜야 할 종교, 생활, 관습, 제사의식 등의 여러 가지 율법에 대한 내용을 담고 있다.
기원에 대해 여러 가설이 있는데, 오랜 시간에 걸쳐 점진적으로 발전하여 현재의 형태에 이르렀다고 보는 것이 일반적이다. 아케메네스 왕조 시기에 완성되었다는 견해가 많지만 이에 대해서는 이견도 존재한다.
레위기의 대부분 장은 야훼가 모세에게 한 말로 구성되어 있다. 야훼는 이를 이스라엘 자손에게 전하라고 모세에게 명령한다. 전체적인 내용은 이스라엘 자손이 이집트에서 탈출하여 시내산에 도착한 후의 출애굽 사건 이야기 안에서 전개된다. 출애굽기는 야훼가 지시한 대로 모세가 이스라엘 백성을 이끌어 성막을 짓는 과정을 서술한다. 레위기에서는 야훼가 이스라엘 백성과 제사장인 아론 및 그의 아들들에게 성막에서 제사를 드리는 방법과 거룩한 장막 주위에 진을 치고 생활하는 방식에 대해 지시한다. 레위기의 내용은 성막이 완성된 시점과 이스라엘 백성이 시내 산을 떠나는 시점 사이의 약 한 달에서 한 달 반의 기간 동안의 일이다.
레위기의 규정은 신앙보다는 의식적, 법적, 도덕적 행위에 초점을 둔다. 그럼에도 이들은 창세기 1장의 창조 이야기에서 드러나는 세계관, 즉 야훼가 인간과 함께 살기를 원한다는 관점을 보여준다. 성소에서의 예식을 신실하게 수행함으로써 신이 인간과 함께 동행할 수 있으며, 백성들이 가능한 한 죄와 부정을 피해야 한다고 가르친다. 특히 속죄제와 속건제 등 제사의식은 죄에 대한 용서와 부정으로부터의 정결을 가능케 하여 신이 성막 안에 계속 거할 수 있게끔 하는 수단이 된다.

## 제목
한국어 제목 '레위기'는 영어 이름 Leviticus에서 온 것으로, 이는 라틴어 Leviticus에서 왔으며, 이는 다시 고대 그리스어 Λευιτικόν 레우이티키온[*]에서 유래한 것으로, 레위의 자손이자 이스라엘의 제사장 지파인 레위 지파를 가리킨다. 레우이티키온이라는 제목은 이 책의 히브리어 제목 중 하나인 '제사장의 율법'에 대한 번역어인데, 이는 레위기의 많은 율법이 제사장과 관련되어 있기 때문이다.
현대 히브리어에서 이 책은 책의 첫 단어인 '바이크라'(וַיִּקְרָא, 그리고 그가 부르셨다)로 부른다.

## 제사의 종류

### 번제
이스라엘의 5대 제사 가운데 하나로, 상번제나 특별한 절기 때 가장 많이 사용하던 제사양식이다. 번제에 해당하는 히브리어 ‘올라’ 는 연기가 제물로부터 하느님께 올라가는 것을 의미한다.(판관기 13:20 참고)
- 번제는 일반적으로 소제나 전제와 함께 드려졌다.(출애굽기 29:38-46; 민수기 15:1-16) 번제는 버려질 더러운 부분을 제외하고는 희생 제물 전체를 모두 태워 드리는 특징을 가지고 있는데, 이는 ‘완전함 또는 온전함’을 의미한다. 죄와 관련된 경우에는 하느님의 완전한 진노와 관계되며, 죄와 관련이 없는 경우는 제물을 드리는 자가 주님께 자신을 온전히 드리는 헌신과 관련된다.
- 또 번제는 성전에서 상번제로 드려졌다.(민수기 28장) 이러한 사실들은 우리가 죄에 대하여 지속적인 경각심을 가져야 함과 동시에 하느님께 대하여 변함없이 헌신해야 함을 나타낸다.
번제에 사용된 제물은 수송아지, 수양, 수염소, 혹은 비둘기인데, 이 모든 제물은 반드시 흠없고 일년 된 수컷임을 그 특징으로 하였으나 비둘기에 대해서만은 수컷이나 암컷 중 어느 것을 드리라는 특별한 지시가 없다. (레위기 1:3, 5, 10, 14)
- 비둘기를 드리는 경우는 가난한 자를 위한 배려이다. 비둘기의 번제는 머리를 비틀어 끊고 불 위에 불태우고 피는 단 곁에 흘린다. 먹통과 더러운 것은 단 동편의 재 버리는 곳에 버리고 몸은 적정히 찢어 불 위에 태웠다.
번제에 대한 일반적인 규정은 출애굽기 29:38-46과 레위기 1장, 6:8-13 그리고 민수기 15:1-16에 기록되어 있다. 먼저 예배자가 성막 문 앞으로 희생 동물을 가져와 자신의 손을 그 머리 위에 얹는다.(레위기 1:4) 이는 동물과 자신을 동일시하는 것으로, 예배자의 죄가 동물에게 전이된 것을 상징한다.
- 그 후 예배자는 희생 동물을 번제단 북쪽으로 가져가 잡았으며(레위기 1:11), 산비둘기나 집비둘기를 잡을 때에는 번제단 위에서 목을 비틀어 잡았다. (레위기 1:15) 번제에 있어서는 오직 새들만이 제사장에 의해 죽임을 당했으며, 나머지는 예배자가 직접 죽였다.(레위기 1:5, 11, 15)
- 피가 제단 위에 뿌려지는 것은 필수적이었는데, 피는 제사장에 의해 번제단 사면에 뿌려졌다. (레위기 1:5, 15) 그리고 예배자가 희생 동물의 가죽을 벗기고 각 지체를 자르고 물로 그것들을 씻은 후, 동물은 모두 제사장에게 옮겨졌다. 그러면 제사장이 그것을 취해 제단 위에 놓고 완전하게 태웠다. 동물의 가죽은 봉사의 대가로 제사장이 가져갔다.(레위기 7:8)
집단적 번제 - 매일 아침과 저녁(상번제)
- 개인의 번제 - 절기, 평소(임직식, 산후결려, 문둥병자가 정결하게 된 후, 나지르인 서약이 끝난 후, 본인이 특별한 목적을 갖고 드리고 싶을 때)
레위기 1:4은 번제의 목적이 ‘속죄’임을 분명히 밝히고 있다. 물론 속죄와 직접 관련 있는 제사는 속죄제와 속건제이다. 그러나 번제는 속죄제나 속건제에서 볼 수 없는 내용을 담고 있는데, 그것은 번제가 ‘야훼를 기쁘게 해 드리는 향기’ (레위기 1:9, 13, 17)가 된다는 것이다.
- 이것은 번제가 주로 인간의 범죄로 인간에 대하여 가지신 하느님의 태도를 돌이키는 역할과 관계된 것 같다.(창세기 8:21) 즉, 인간의 죄에 대한 하느님의 진노를 누그러뜨리는 역할을 하는 것이다.(민수기 15:24; 사무엘 하 24:25; 역대기 상 21:26; 욥기 1:5; 42:8; 역대기 하 29:7) 그래서 하느님의 진노의 결과인 심판이 면제되는 것이다.
- 번제의 목적이 속죄가 아닌 경우도 있었다. 번제가 죄와 관계되지 않는 구체적인 예는 창세기 22장에서 아브라함이 이사악을 번제로 드리는 것에서 찾아볼 수 있다. 여기서의 번제는 아브라함의 죄와 관계된 것이 아니라 아브라함의 전적 헌신, 즉 전적 포기와 관련되어 있다.
- 또 언약제사에서 드려진 번제의 경우(출애굽기 24:5; 신명기 27:6; 비교. 출애굽기 32:6)는 이스라엘이 지은 또는 지을 죄와 무관하게, 이스라엘이 언약 당사자이신 야훼에 대한 전적인 헌신을 나타낸다. 그외의 경우를 통하여 알 수 있는 바와 같이(출애굽기 18:11-12; 민수기 6:14; 15:3; 사무엘 상 15:22; 열왕기 상 18:38-39; 시편 40:6; 66:13-15) 번제가 죄와 관련이 없는 경우는 헌신과 감사와 봉사와 관련되었다
이 제사는 모든 제물을 하느님께 완전히 불살라 드리는 것으로서, 온전한 헌신의 의미로 드려졌다. 그리스도는 근본 하느님의 본체이고 하느님과 동등된 분이셨으나 (필립비서 2:6) 하느님의 뜻에 따라 이 세상에 오셔서 완전히 드려졌다.

### 소제
소제를 뜻하는 히브리어로는 ‘민하’(minchah)로 '분배하다', '수여하다'라는 의미의 어근 '마나'(mana)에서 유래한 것으로 '헌물', '조공', '희생 제물'을 뜻하는데 특별히 '피 없는 곡물 제사'에 사용되어 말 그대로 '소제', 또는 '피 없는 곡물 제사'를 뜻한다.(레 2:1-16)
소제는 하느님의 은혜에 감사하여 자발적으로 드리는 제사이다. 동물을 드리지 않아 피 없이 드려지는 제사였으며 대개 소제는 단독으로 드리지 않고 번제(출애굽기 29:38-42; 레위기 9:17)나 화목제(레위기 7:11-13)와 함께 드렸다.
아내의 외도를 의심하여 의심할 때는 기름을 섞지 않고 유향을 두지 않은 보리 가루 에바 십분의 일을 다른 제사 없이 단독으로 드렸다(민수기 5:11-15). 그리고 산비둘기조차 드릴 능력이 없는 사람은 고운 가루 에바 십분의 일을 기름과 유향 없이 속죄제물로 드렸다(레 5:11-13).
소제에는 누룩이나 꿀을 사용하는 것이 금지되었다(레위기 2:11). 누룩은 부패를 상징하고 꿀은 유혹과 죄를 상징하는 것이기 때문이었다(잠언 5:3). 꿀은 나지르인들에게도 금지된 것이었다(민수기 6:3).
그렇지만 소제에는 반드시 소금을 사용해야 했다(레위기 2:13). 소금은 정결과 불변(민수기 18:19; 역대기 하 13:5; 마태오 복음서 5:13; 마르코 복음서 9:49; 골로사이서 4:6)을 상징하는 것으로 언약의 소금은 불변의 언약을 뜻하는 것이었다.
고운 가루 : 곱게 빻은 밀(레위기 2:1; 역대기 상 21:23)이나 보리(에제키엘 13:19)를 소제물로 드린다.
고운 가루는 그 위에 기름을 붓고 또 그 위에 유향을 놓아 제사장에게 가지고 가면 제사장은 고운 기름 가루 한 줌과 유향을 취하여 단 위에서 불사르고 나머지는 제사장들이 취하였다(레위기 2:1-3). 제사장들이 위임식 때 드리는 소제물은 고운 가루 에바 십분의 일을 절반씩 아침 저녁으로 드리되 반드시 불살라야 했다(레위기 6:20-23).
고운 가루는 귀빈(창세기 18:6)이나 왕가에서 사용하는 음식물(열왕기 상 4:22)로 고급스런 식물이었다(에제키엘 16:13, 19). 최고급의 식물을 소제물로 하느님께 바친 것이다. 여기서 사용되는 기름은 올리브 기름(출애굽기 27:20; 레위기 24:2)로 음식을 요리하는 데 사용되었다. 유향은 강한 향기가 났으며(사무엘 상 60:6; 예레미야 6:20) 향료로 사용되었다(출애굽기 30:34). 기독교에서는 고운 가루는 껍질이 깨어져야 만들어지는 것으로, 모든 죄를 없애려고 십자가의 고통을 지신 온전하고 순결한 예수 그리스도를 상징하며(히브리서 4:15) 자신을 부인하고 예수님을 섬기는 성도의 헌신을 상징한다(고린토 2서 4:10-11).
화덕에 구운 무교병 : 화덕에 구운 무교병을 소제물로 드렸는데 고운 가루에 누룩을 넣지 않고 기름을 섞어 만들어야 했다(레위기 2:4).
번철에 부친 소제의 예물 : 고운 가루에 누룩을 넣지 않고 기름을 섞어 작은 조각으로 만든 것으로 그 위에 기름을 발라서 드렸다(레위기 2:5-6).
솥에 삶은 소제물 : 고운 가루에 기름을 섞은 것을 솥에 삶아서 드렸다(레위기 2:7).
첫 이삭의 소제물 : 첫 이삭을 볶아 찧은 것으로 드리되 그 위에 기름을 붓고 유향을 더하여 제사장에게 가져오면 제사장은 곡식과 기름의 일부, 유향의 전부를 기념물로 단에서 불태워 드렸고 나머지는 제사장의 몫이 되었다(레위기 2:14-16).
속건제와 화목제를 드릴 때(레위기 7:9-10; 7:12-14; 8:26)
제사장들과 레위인들을 위임할 때(레위기 9:4, 17; 민수기 8:8)
성막과 성전 봉헌 시(민수기 7장; 열왕기 상 8:64)
문둥병자의 정결 의식 때(레위기 14:10, 20-21, 31)
나지르인 서약이 끝났을 때(민수기 6:15-19)
소제의 목적은 크게 두 가지로 볼 수 있다.
첫째는 이스라엘 민족이 삶을 영위할 수 있도록 물질을 공급하고 보호하여 주신 하느님의 은혜와 축복에 감사하며 경배 돌리기 위함이었다.
둘째는 자신의 땅을 가지고 있지 않은 제사장과 레위인에게 음식을 제공하여 그들을 보호하기 위한 것이었다.
소제의 영적 의미는 예수 그리스도가 하늘로부터 내려오는 영적 양식의 공급자가 되실 뿐만 아니라 자신 스스로 생명의 빵이 됨을 상징하는 동시에(요한 복음서 6:32-35), 이러한 영적 양식과 일용할 육적 양식까지도 공급받는 성도들이 드려야 할 감사의 의무를 상징한다. 한편 모든 소제물에 '소금'을 치라는 명령은 '영원한 계약'을 상징하는 '소금'(민수기 18:19, 역대기 하 13:5)을 통해 제사
드리는 자가 주님과의 영원한 계약 관계에 있음을 깨닫게 하는 것으로서 주님께서 제사 드리는 자를 결코 버리지 않을 것과 제사 드리는 자는 그 계약법을 지켜야 할 영원한 의무가 있음을 뜻하는 것이다. 이렇듯 하느님과의 영원한 계약 관계에 있는 자는 죄악과 세상의 유혹에서 떠나야 하는데 이러한 사실은 죄악을 상징하는 '누룩'과 달콤한 세상의 유혹을 상징하는 '꿀'을 모든 소제물에서 제하라는 하느님의 준엄하신 명령으로 주어졌다.

### 속죄제
속죄제는 히브리어로 “하타트”이다. 학자들에 따라서는 속죄제가 부정하게 된 성소를 정결하게 하는 기능을 중요하게 여겨서 히브리어 “하타트”를 "속죄제"(sin offering)로 번역하기보다는 “정결제”(purification offering)로 번역하는 것이 낫다고 한다. 이 말은 “죄의 용서”를 나타내는 “속죄제”라는 의미로도 사용된다. 히브리어 “하타트”가 속죄제란 의미로 사용된 것은 구약에서 대략 135회 정도이다. 속죄제(하타트)는 하느님의 백성 이스라엘이 하느님의 뜻을 어기고 살면서 하느님의 백성다운 목표를 어긋난 삶을 살게 되었을 때 하느님과의 관계를 회복하기 위하여 드리는 제사이다. 이스라엘 사람들은 속죄제를 드림으로써 “범한 죄에 대해서 속죄함을 받고 사함을 얻을 수 있었다. 일반적으로 속죄제는 속죄 제물을 드리는 자에게 속죄함을 받게 하고, 용서함을 얻게 한다.
속죄제를 드려야 되는 상황은 크게 둘로 구분된다. 첫째는 부지중에 하느님의 금령을 어긴 것을 깨달았을 때 드리는 제사이다 (4:3-35). 특히 2절에서 ‘사람이 실수로 야훼의 명령을 어겨 하지 말라고 하신 일을 하나라도 하였을 경우에는’라고 말한다. 그러니까 속죄제는 명시적인 계명을 부지 중에 어겼을 때 드리는 예배였던 것이다.
둘째는 법정의 증언을 기피하거나 부정한 물체 등에 접촉하였거나 맹세한 것에 대한 약속을 이행하지 않은 것 등을 깨달았을 때 드리는 제사이다(5:1-13). 그 어느 것이든 고의성이 없는 잘못과 허물에 해당한다. 부주의하여 저지르거나, 무심코 저지르거나, 태만하여 저지른 범법행위가 여기에 속한다. 만약 고의적으로, 의도적으로 저지른 범죄행위가 있다면 거기에 따른 형벌은 공동체로부터 “추방되는” 것 외에 다른 방도가 없었다.
속죄제의 특징은 성소에 피가 뿌려진다는 것이다. 성소는 하느님이 이스라엘 백성과 만나는 하느님 자신을 눈에 보이게 표현한 곳이다. 바로 그 성소에 속죄제의 피가 뿌려졌다. 이스라엘 신앙에서 죄의 삯은 부정(不淨)이다. 죄는 하느님과 이스라엘의 관계를 파괴시키는 부정을 남긴다. 죄는 이스라엘 공동체에서 사람과 사람의 관계를 파괴하는 부담스러운 실체이다. 이 같은 관계의 파괴는 단순히 죄인에게 주는 죄책(罪責)으로만 그치지 않는다. 관계의 파괴는 거룩한 신앙공동체의 질서를 근본적으로 뒤흔드는 위기를 초래한다. 하느님의 성소가 죄로 인한 부정에 오염되게 되는 결과를 맞게 되는 것이다.
(1) 대제사장의 속죄제(4:3-12)
기름부음을 받은 제사장이라는 표현은 레위기 4장과 6장에만 나타난다(4:3,5,16; 6:22). 이 표현은 오직 대제사장을 가리키는 전문적 용어로 이해하는 것이 좋다. 3절의 “백성의 허물이 되었으면”이라는 표현은 대제사장의 죄는 자신뿐만 아니라 백성 전체에 영향을 미친다는 것을 보여준다. 구약의 제사장은 백성에게 주의 법도와 규례를 가르치는 교사의 역할을 했다. 따라서 이들은 자신의 공적인 삶에서는 물론 사적인 삶에서도 모범을 보여야 했다. 대제사장은 이스라엘을 대표하는 이상적인 사람이었다. 특히 대제사장은 제사장들의 우두머리로서 그의 삶은 모든 사람들이 지향해야 할 거룩한 삶의 전형적인 모범이 되어야 했다. 대제사장이 지은 죄가 일반 백성이 지은 죄보다 심각했다는 것은 대제사장이 가장 값비싼 수송아지로 제사를 드렸다는 사실과 제물의 피를 가지고 성소까지 들어가서 피 뿌리는 의식을 행했다는 것에서 잘 나타납니다. 수송아지는 대제사장과 온 회중이 죄를 지었을 경우에만 제물로 드렸다(4:4,14)
(2) 온 회중의 속죄제(4:13-21)
온 회중이 죄를 지었을 때 드리는 속죄제의 의식은 한 가지만 제외하고 대제사장의 경우와 같다. 온 회중이 죄를 지었을 경우 회중 전체가 제물의 머리에 안수할 수 없었기에 회중을 대표하는 장로들이 수송아지의 머리에 안수했다(15절).
(3) 족장의 속죄제(4:22-26)
족장은 존경받는 특권을 지닌 위치에 있었다. 그래서 족장 또는 지도자의 죄는 일반 백성보다 심각하게 간주되었다. 족장의 죄는 대제사장이나 온 회중의 죄만큼 심각하게 간주되지는 않았지만 죄를 지은 족장은 일반 백성의 제물보다 더 비싼 숫염소로 제사를 드려야 했다.
족장이 죄를 지었을 경우 제사장은 피를 가지고 성소로 들어가지 않고 다만 회막 뜰에 위치한 번제단의 뿔에 피를 바르는 의식을 거행했다. 뿐만 아니라 앞의 두 경우 콩팥과 기름을 제외한 모든 고기들을 진 바깥에서 소각한 반면, 족장을 포함하여 일반 백성이 속죄제를 드렸을 경우에는 제사장들이 기름과 콩팥을 제외한 나머지 고기들을 먹을 수 있었다. 즉 피를 가지고 성소에 들어가서 피 뿌리는 의식을 행한 기는 제사장들이 먹을 수 없었으며 진 밖에서 불살라야 했던 반면(4:12,21), 회막 뜰에서 의식을 행한 제물들은 제사장들이 먹을 수 있었다(6:24-30)
(4) 평민의 속죄제(4:27-35; 5:7-13)
평민은 대제사장이나 족장과 같이 비싼 제물로 속죄제를 드리지 않아도 되었다. 평민은 암염소(4:28) 또는 암컷의 어린양(4:32)을 제물로 드릴 수가 있었다. 평민의 속죄제 의식은 족장의 경우와 동일했다.
가난한 자는 비둘기 두 마리로 제사를 드리는 것이 허용되었으며(5:7-10), 극빈자는 밀가루로도 드릴 수 있었다(5:11-13). 선택적으로 드리는 화목제는 반드시 생축(소, 양, 염소)으로 제사를 드린 반면, 의무적으로 반드시 드려야 했던 번제와 속죄제에서 양이나 염소를 드릴 수 없는 가난한 자에게는 생축이 아닌 비둘기 또는 밀가루(소제)로 제사를 드리는 것이 허락되었다. 가난한 자가 비둘기 두 마리로 각각 번제와 속죄제를 드린 것을 보면(5:7), 본문에는 명시되어 있지 않지만 아마도 부유한 사람들도 속죄제와 함께 번제를 드렸을 것으로 추정된다.
레위기는 속죄제를 드려야 하는 다양한 경우를 소개한다. 출산으로 부정해진 여인이 정결해지기 위하여(12:6), 심각한 피부병으로 부정해진 사람이 나았을 경우 정결해지기 위하여(14:19), 그리고 성기 고름병에서 나은 자가 정결해지기 위하여(15:15,30) 속죄제를 드려야 했다.
그 외 번번하지는 않지만 제사장 위임식(8:14), 제단의 봉헌식(민수기 7:16), 그리고 레위인 위임식(민수기 8:8)에서 속죄제를 드렸으며, 나지르인 서약이 성취되었을 때에도 속제죄를 드려야 했다(민수기 6:14)
레위기 4장은 단순히 야훼의 금령을 부주의로 그릇 행했을 경우 속죄제를 드려야 한다고 언급하지만(4:2,13,22,27), 5:1-6절은 좀 더 구체적으로 이 제사를 드려야 하는 네 가지 경우를 소개한다.
① 법정에서 증인의 의무를 행하지 않았을 경우(5:1; 참조, 잠언 29:24)
② 부지중에 부정한 동물의 사체에 접촉했을 경우(2; 참조. 11:24-28)
③ 모르고 부정한 사람과 접촉했다가 후에 그 사람이 부정한 사람이라는 것을 깨달았을 경우(3, 참조.15:13-15, 25-30)
④ 무심결에 맹세를 했다가 후에 자신이 이를 지키지 않았음을 깨달았을 경우
이런 네 가지 경우 자신의 죄를 고백하고 속죄제를 드려야 했다. 5:6절은 자신의 허물을 고백한 사람에게 “그 벌로 야훼께 속죄제물을 드리는데 양떼 가운데서 면양이든지 염소든지 암컷 한 마리를 바쳐야 할 것”을 명하고 있다. 여기 사용된 속죄제라는 말은 하타트가 아니라 야샴이라는 말로 벌금의 성격이었다.
동물로 드리는 모든 제사(번제, 화목제, 속죄제, 속건제)는 제물의 머리에 안수한 다음 동물을 죽이며, 그 피를 제단에 뿌린 다음 그 고기 전체, 또는 콩팥과 기름을 단에서 태운다. 따라서 동물로 드리는 모든 제사가 하느님의 진노를 가라앉히는 속죄의 기능이 있음은 자명하다. 하지만 각 제사의식의 독특한 점들은 각 제사의 강조점과 목적이 무엇인지를 잘 보여준다.
번제는 죄의 사악함과 그 영향의 심각성을 보여주며, 제물 전체를 불사름으로서 하느님과의 관계가 다시 회복되었음을 보여준다. 화목제는 번제를 드린 다음에 드리는 제사로 하느님과의 관계 회복의 결과로 주어지는 평화와 구원을 감사하며 즐기는 제사다.
속죄제의 독특한 점은 피 뿌리는 의식에서 발견된다. 구약에서 속죄제는 정결 또는 정화와 깊은 관련이 있다. 속죄제는 특히 출산한 여인(12:6), 악질 전염성 피부병(14:19), 또는 성기 고름병(15:15, 30)의 경우에서 보듯이 몸의 정결과 관련하여 드렸다. 속죄제의 피 뿌리는 의식은 이스라엘의 부정을 깨끗이 씻어내는 효력이 있는 것으로 묘사된다. “너희는 이렇게 이스라엘 백성에게 부정을 타지 않도록 일러주어서, 그들 가운데 있는 나의 성막을 더럽히다가 그 더럽힌 죄로 죽는 일이 없도록 하여라.”(15:31). 속죄일에는 대제사장이 피를 번제 단에 뿌렸는데, 이것은 이스라엘 자손의 부정에서 단을 성결케하기 위함이었다(16:19).
여기서 알 수 있는 것은 죄가 사람을 더럽힐 뿐 아니라 하느님의 성소까지 오염시키며, 이 오염된 것을 정결케 하는 합당한 수단이 바로 동물의 피라는 것을 보여준다.
번제가 죄인과 하느님 사이의 화해를 가져다주는 반면, 속죄제는 죄로 생긴 오염과 더럽힘을 처리하는 제사라는 것이다. 속죄제는 성소 또는 성전을 정결케 함으로 하느님이 이스라엘 가운데 지속적으로 거하실수 있게 한다.
속죄제의 가장 중요한 목적은 그의 백성 가운데 하느님이 계속 머무르게 하기 위함이었다. 하느님을 섬기기에 적합하도록 예배에 사용되는 여러 도구들에 피가 칠해졌다. 향단과 번제단, 그리고 휘장 뿐 아니라 속죄소에까지 피가 뿌려졌으며(16), 더 나아가서는 제사장들의 귀와 손가락과 발가락 그리고 그들의 옷에도 피가 뿌려졌다(출29:19-21; 레8:22-24, 30). 히브리서 9:22절은 이것을 “율법을 좇아 거의 모든 물건이 피로써 정결케 되나니 피 흘림이 없은즉 사람이 없느니라”고 설명한다. 히브리서 9-10장은 이런 속죄제사와 그리스도의 피가 어떤 상관관계가 있는지를 자세하게 다루고 있다. 신약성경의 저자들은 속죄제의 피를 예수 그리스도의 피로 보고 있다. 죄로 인한 부정과 타락에서 하느님의 사람을 정결하게 할 수 있는 것은 오로지 예수의 피라는 것이다(베드로 1서 1:2; 요한 1서 1:7). 이런 사상을 가장 적극적으로 표현하고 있는 신약의 말씀은 히브리서이다(히브리서 9:12-14). 예수 그리스도는 “오직 자기 피로 영원한 속죄를 이루었기” 때문에 기독교인들의 양심을 깨끗케 하고 죽을 행실을 떠나 살아계신 하느님을 섬기게 하는 것이다.

### 속건제(면죄제)
속건제는 범과(trespass), 혹은 배상(repayment)에 대한 제사이다.
이웃에게 해를 끼쳤을 때 범과를 사함 받기 위해 드리는 제사이다. 속죄제와의 차이는 하느님의 계명을 어기거나 지키지 않았을 경우에 드리는 제사이고, 속건제는 가벼운 허물이나 하느님이나 사람의 재산이나 권리를 침해했을 때 드리는 제사라고 하겠다.
만약 하느님께 잘못한 것이라면 흠 없는 숫양을 바쳐야 한다. 손해 배상은 제사장이 평가한 죄 값에 1/5를 더하여 계산했다.
만약 사람에게 잘못한 것이라면 흠 없는 숫양을 바쳐야 한다. 손해 배상은 손해를 입힌 값에 1/5를 더하여 계산했다.
야훼의 성물에 대해 잘못을 범하면 속건제로 지정한 가치에 따라 흠 없는 수양을 드려야 한다. 속건제의 예물에 1/5을 더하여 제사장에게 주어야 한다. 제사장은 수양을 하느님께 드리므로 그의 허물을 사한다.
금령 중에 하나를 부지중에 범하여도 허물이 된다. 지정한 가치에 해당되는 무흠한 수양 성물에 대해 잘못을 범하면 속건제를 드리는데 그 허물의 상태에 따라 속건제물을 다르게 드린다. 허물의 경우에 따라 가격을 달리 정해 그 허물의 대가에 적합한 수양을 사서 제사를 드리도록 한다.
을 속건제물로 제사장에게 가져올 것이다. 제사장은 그의 부지중에 범한 허물을 위하여 속하므로 그가 허물을 사함 받는다. 하느님께 잘못을 범했으니 반드시 속건제를 드려야 한다. 여기서 금한 명령은 아마 사람들의 제산에 관한 것이나 피해에 대한 법이 아닌가 여겨진다.
또 속건제를 드려야 할 경우는 남의 물건을 맡거나 전당잡은 물건을 돌려주지 않거나, 강도질하거나 늑봉하고도 사실을 부인하거나, 남의 잃은 물건을 얻고도 사실을 부인하고 거짓 맹세하는 등이다.
제산에 관계된 것이므로 본물건과 배상금을 본 주인에게 주어야 한다. 당사자가 없는 경우에 가까운 친족에게 주어야 했고, 친족이 없는 경우에는 제사장에게 주도록 했다. 그리고 속건제물로 지정한 가치에 따라 무흠한 수양을 제사장에게 가져와 드려야 한다. 흠 있는 것을 드릴 수 없다. 제사장은 야훼 앞에 그를 위하여 속죄를 한즉 그의 허물이 사함을 받게 된다.
속건제물은 지극히 거룩하다. 당사자는 번제물을 잡는 곳에서 속건제물을 잡는다.
-제사장은 수양의 피를 받아 단 사면에 뿌리고 모든 기름을 불태운다.
(기름은 기름진 꼬리, 내장에 덮인 기름, 두 콩팥과 그 위의 기름, 간에 덮인 꺼풀이다.)
-제물은 거룩한 것이므로 제사장의 남자마다 거룩한 곳, 성막에 뜰에서 먹는다.
기름 부분은 번제단 위에서 태웠다.
남은 것은 성소에서 먹었다.

### 화목제(친교제)
구약시대 이스라엘 민족이 하느님과 사람과의 화목을 위해 드린 동물의 의식
국가적인 경축일이나 제사장의 성별식, 나지르인 서약식 등의 행사에서도 이루어졌다.
평강(peace)과 친교(fellowship)를 위한 제사이다. 누구라도 언제든지 자원하며 드리는 감사의 제사이다.
화목제는 제사자가 고기를 나누어 먹을 수 있는 유일한 제사이다
자신과 가족들뿐만 아니라 소외된 이웃들까지도 함께 감사를 나눌 수 있는 유일하
제사인 것이다..
향기로운 냄새가 있고, 자발적 행위로 이뤄지는 제사이다.
흠이 없는 것
- 바칠제물위에 제물을 가져온 사람이 손을 올려야함
- 아론의 혈통은 이어받은 제사장이 피를 제단에 뿌림
- 제물의 내장과 기름기를 살라바쳐 그 향기로 주님을 기쁘게 하는제사
레위기 3장 1 - 17절 , 7장 11 - 21절, 28 - 34절
1) 소 중에 흠 없는 암놈이나 수 놈 (3장 1-5절)
2) 양 중에 흠 없는 암놈이나 수 놈 (3장 6-11절)
3) 염소 (3장 12-17절)
- 소나 양으로 드리는 자원의 화목제일 경우, 다소 흠이 있는 것도 허영 되었다.

(서약의 화목제는 흠 있는 경우 기쁘게 받으시지 않으셨다. 레위기 22장 23절)
기름 부분을 번제단 위에서 태운다 (3장 3-5절)
가슴(요제)과 뒷다리(거제) 가 몫이 된다.(7장 30-34절)
(1) 화목제를 드리는 자가 제물 중에서 기름과 가슴을 가지고 온다. 제사장은 그 가슴을 흔들어 요제로 삼고 그 기름은 단 위에 불사른다. 요제로 삼은 앞 가슴이 그 몫이 된다.
(2) 우편 뒷다리를 제사장에게 준다. 제사장은 그것을 거제로 드리고 제사를 집례한 자가 소득으로 삼는다.
(3) 흔든 가슴은 제사장들이, 우편 뒷다리는 집례한 자가 소득으로 삼는다.

## 같이 보기
- 613 계명
- 자유의 종
- 히브리어
- 기독교